# 김누리
김누리(金누리,  1960년 10월 24일~)는 대한민국의 독문학자이자, 교수이다.
전문 분야는 독일 문학사 개관, 독일 소설의 이해, 독일의 정치와 사회로 중앙대학교 독일어문학전공 교수, 한독문화연구소 소장, 브레멘대 독일문화연구소 상임위원 등을 역임하였다.

## 학력
- 서울대학교 사범대학 독어교육학 학사
- 서울대학교 대학원 독문학 석사
- 독일 브레멘대(Bremen) 독문학 박사(Deutsch Literatur Dr.)

## 저서
- 《우리의 불행은 당연하지 않습니다》
- 《통일독일의 문화변동》
- 《현대문화 이해의 키워드》
- 《한국의 지형》
- 《변화를 통한 접근》
- 『비유냐 진정성이냐, 귄터 그라스와 크리스타 볼프 비교연구』
- 「동서독 문학의 통일성에 대하여」(논문)
- 「귄터 그라스 참여문학론」(논문)
- 헤르만 헤세의『황야의 이리』(역서)

## 발언
- 대학교 시간강사 김민섭의 《나는 지방대 시간강사다》가 사회적 반향을 일으키자 한겨례 칼럼을 통해 "학문 세계에 들어온 자가 처음 경험하는 것이 불의와 부조리라면, 처음 느끼는 것이 자괴감과 후회라면, 그 나라의 학문은 이미 죽은 것이다"며 대학계의 자성을 촉구했다.[4]
- 2020년 6월 SBS 방송 포스트 코로나- 뉴노멀을 말하다에 출연해 코로나19 피해의 원흉이 자본주의라고 주장했으며, 자본주의가 인간을 잡아먹는 야수가 되므로 야수를 견제하기 위해 국가가 개입해야 하며 시장보다 국가가 효율적이라는 견해를 내비쳤다. 그리고 미래는 자본주의(capitalism)보다는 삶을 중시하는 라이피즘(Lifysm)이 중요하다고 밝혔다.[5]